# Outfit7
Outfit7為斯洛維尼亞的遊戲開發商，由羅金夫婦創立，於全球經營7個工作室，為「會說話的湯姆貓家族」系列遊戲的開發商。2017年1月，中國大陸聯合好運公司以10億美元的價格由收購該公司，後又被售予浙江金科文化。Outfit7同時擁有HyperDot Studios。

## 歷史

### 創辦早期
Outfit7由薩莫·羅金和伊薩·羅金夫婦創立，兩人大學時主修電腦科學，他們期望透過將產品上架於iOS系統的App Store進入移動應用市場。2009年，兩人和6位友人投資250,000美元創立公司，於斯洛維尼亞盧比安納設立辦事處。Outfit7最初開發的若干款包括足球、冰島旅遊指南和財富風險管理等應用程式皆未成功。2010年7月，羅金夫婦開發一款名為「會說話的湯姆貓」的兒童應用程式，用戶不論對其iPhone麥克風輸入任何音訊，其中的角色湯姆皆會發出尖銳的吱吱聲，同時還會對餵食和觸碰等動作做出反應。

## 軼事
曾經有網民宣稱Outfit7於1913年以電影公司形式落成，並為該「電影公司」製作多個「復古」的開場畫面，並引用美國多間影視製作公司，如兒童電視工作室、哥倫比亞影業公司電視台、派拉蒙影業公司電視台等公司於70至80年代使用的台徽呼號音樂。

## 外部連結
- 官方网站